# Los Ángeles Azules
Los Ángeles Azules é um grupo musical mexicano que surgiu na Cidade do México, capital do México, e se mantém em atividade desde 1983. Inicialmente intitulada Playa Azul, continua em atividade regular e faz diversas performances em seu país de origem e nos Estados Unidos, Em 2015, a banda inaugurou o novo edifício de vinculação da UPAEP como comemoração ao seu 42º aniversário e interpretaram o tema principal da telenovela La vecina, o qual lhe rendeu uma indicação ao prêmio TVyNovelas de melhor tema musical.